# مایکل ریک
مایکل ریک (به انگلیسی: Michael Rake) (زاده ۱۷ ژانویه ۱۹۴۸) کارآفرین، حسابدار، بانکدار و مدیر ارشد اجرایی بریتانیایی است، که در حال حاضر به‌عنوان رییس هیئت مدیره شرکت گروه بی‌تی فعالیت می‌کند. وی همچنین نایب رییس هیئت مدیره بانک بارکلیز و از اعضای هیئت مدیره شرکت مک‌گرا-هیل نیز می‌باشد.